# Cratere Agate
Agate è un cratere sulla superficie di 2867 Šteins.